# Teresa Portela (Kanutin, 1987)
Teresa do Rosário Afonso Portela (* 30. Oktober 1987 in Esposende) ist eine portugiesische Kanutin.

## Erfolge
Teresa Portela bestritt 2002 ihre ersten Kanuwettkämpfe. Ihren ersten internationalen Erfolg erzielte sie bei den Weltmeisterschaften 2009 in Dartmouth im Vierer-Kajak auf der 200-Meter-Strecke mit dem dritten Platz. Weitere Bronzemedaillen gewann sie zunächst im Einer-Kajak. Bei den Europameisterschaften 2011 in Belgrad, 2012 in Zagreb und 2014 in Brandenburg an der Havel belegte sie über 200 Meter jeweils den dritten Platz. Darüber hinaus wurde sie 2014 auch auf der 500-Meter-Distanz Dritte. Sie vertrat Portugal bei den Europaspielen 2015 in Baku, wo sie die Wettkämpfe im Einer-Kajak über 200 und über 500 Meter jeweils auf dem neunten Platz beendete. 2018 gewann sie ihren einzigen Titel, als sie bei den Europameisterschaften in Belgrad im Zweier-Kajak über 200 Meter mit Joana Vasconcelos Europameisterin wurde. Im selben Jahr gewann sie im Einer-Kajak über 200 Meter bei den Mittelmeerspielen in Tarragona ein weiteres Mal Bronze. Bei den Weltmeisterschaften 2022 in Dartmouth belegte Portela im Mixed-Zweier-Kajak mit Fernando Pimenta den zweiten Platz.
Insgesamt viermal nahm Portela an Olympischen Spielen teil. Bei ihrem Debüt 2008 in Peking schied sie in ihrem einzigen Wettbewerb, dem Einer-Kajak über 500 Meter, im Halbfinale aus. Auch bei den Olympischen Spielen 2012 in London kam sie in dieser Disziplin nicht über das Halbfinale hinaus und belegte nach einem dritten Platz im B-Finale den elften Gesamtrang. Über 200 Meter erreichte sie dagegen ihr erstes olympisches Finale, schloss dieses jedoch auf dem achten und letzten Platz ab. Portela gehörte bei diesen Spielen außerdem zum Aufgebot des portugiesischen Vierer-Kajaks auf der 500-Meter-Strecke und erreichte mit diesem ebenfalls den Endlauf. In 1:33,453 Minuten belegten die Portugiesinnen dort Rang sechs. Vier Jahre später trat Portela in Rio de Janeiro wie schon 2008 nur im Einer-Kajak über 500 Meter an und beendete den Wettbewerb wie schon 2012 auf dem elften Platz. Bei den 2021 ausgetragenen Olympischen Spielen 2020 in Tokio ging Portela in zwei Wettbewerben an den Start. Im Einer-Kajak über 200 Meter gelang ihr lediglich die Qualifikation für das B-Finale, das sie gewann und damit Gesamt-Zehnte wurde. Auf der 500-Meter-Distanz schaffte sie dagegen den Finaleinzug, blieb in 1:55,814 Minuten als Siebte aber über drei Sekunden hinter den Medaillenrängen zurück.
Teresa Portela ist Physiotherapeutin und hat ein Kind.

## Namensgleichheit
Teresa Portela ist nicht mit der gleichnamigen spanischen Kanutin Teresa Portela zu verwechseln. Die fünf Jahre ältere Spanierin ist in denselben Disziplinen aktiv, sodass es schon mehrere Male zum direkten Aufeinandertreffen in Wettkämpfen kam.